# Glaphyrina caudata
Glaphyrina caudata är en snäckart som först beskrevs av Jean René Constant Quoy och Joseph Paul Gaimard 1833.  Glaphyrina caudata ingår i släktet Glaphyrina och familjen Fasciolariidae. Inga underarter finns listade i Catalogue of Life.